# Here with Me
"Here With Me" je pjesma britanske pjevačice Dido, objavljena u veljači 2001. godine kao prvi singl s njenog debitantskog albuma No Angel. Singl je dosegao 4. mjesto na službenoj britanskoj singl ljestvici, a ušao je u "top 10" u Portugalu i Grčkoj te u "top 40" u Francuskoj, SAD-u i Novom Zelandu.
Dido je napisala ovu pjesmu kada je upoznala svog bivšeg dečka Boba Pagea i zaljubila se u njega. Pjesma se može pronaći na njezinom posebnom albumu, "The Highbury Fields EP" iz 1998. godine.

## Pjesme

### 2001. VB/Europsko izdanje
1. Here With Me (Radio Edit) 04:05
2. Here With Me Dave (Lukas Burton Mix) 03:55
3. Here With Me (Chillin' With The Family Mix) 05:16
4. Here With Me (Parks & Wilson Homeyard Dub) 06:02

### 2001. Japansko izdanje
1. Here With Me (Radio Edit) 04:05
2. Here With Me (Lukas Burton Mix) 03:55
3. Here With Me (Chillin' With The Family Mix) 05:16
4. Here With Me (Parks & Wilson Homeyard Dub) 06:02
5. Thank You (Deep Dish Dub) 10:40

## Spotovi
Dva različita spota su napravljena za ovu pjesmu. Prva inačica snimljena je 2000. godine u SAD-u, ali to je bila loša kvaliteta crno-bijelog spota. Dido je na kraju shvatila da je ispala jako loše u tom spotu. Nova, kvalitetnija inačica, snimljena je u Torontu 2001. godine.

## Here With Me na filmu i televiziji
Pjesma je posebno istaknuta u romantičnoj komediji Zapravo ljubav iz 2003. godine, a također je korištena kao uvodna pjesma znanstvenofantastične teen serije "Roswell".

## Vanjske poveznice
- Stihovi pjesme "Here With Me"